# Berta Pereira
Berta Pereira   (Montevideo, 10 de juny de 1958) és un percussionista, ballarina i actriu uruguaiana especialitzada en temes afrouruguaians.
El 1995 va fundar el grup Berta Pereira y las Comadres, centrat en la música i el folklore afrouruguaià. La banda és coneguda pel seu estil de música candombe i la seva participació a Memoria para armar, una interpretació musical i una lectura dramàtica de testimonis de dones empresonades sota la dictadura militar uruguaiana (1973-1985).

## Biografia
Nascuda a Montevideo, Berta Pereira va créixer en una família musical, amb els seus pares tocant la guitarra. La seva germana, professora de guitarra, li va ensenyar a tocar quan només tenia cinc anys. Va estudiar l'arpa amb Carlos Vega mentre prenia lliçons de ballet i dansa contemporània. En aquell moment, durant l'època de la dictadura uruguaiana, es va tancar el Col·legi de Belles Arts i Pereira va fer diverses classes al taller de Zina Fernández: ceràmica, dibuix, pintura, bàtik i orfebreria. A més, va estudiar ceràmica a la Universitat del Treball de l'Uruguay (UTU). Posteriorment, va estudiar anglès, francès i portuguès, i va treballar durant un temps com a traductora i intèrpret.
Mentre vivia a l'estranger (a França i Panamà), Pereira va participar en diversos grups musicals. A Panamà, va actuar al grup de teatre de carrer Oveja Negra, dirigit per Ileana Solís Palma. Posteriorment va formar la seva pròpia banda anomenada Acertijo juntament amb Ventura Dríguez, Franz Gutiérrez i Marie Sanjur.
El 1990, després que tornés a l'Uruguai i hagués començat a dedicar més temps a les seves composicions, va conèixer el seu marit, Pollo Píriz, la música del qual li va agradar. Després que el seu fill Lorenzo nasqués el 1995, va formar el grup Las Comadres. Van gravar un CD, Comadres i van recórrer àmpliament per l'Uruguai, Argentina, Brasil, Colòmbia i Veneçuela en esdeveniments de concerts Desfile de Llamadas [es], Día del Patrimonio (Uruguay), Ciclos de Playas, Dia Internacional de la Dona, Festival de Jazz de Bolsón, Festival Los Tambores del Mundo, entre d'altres.
El 2001, a la Sala Zitarossa de Montevideo, Pereira i els Comadres Coro Afrogama van realitzar una actuació d'obertura teatral, de dansa i coral al llançament de Memoria para armar, una lectura de narracions testimonials que documenten la història i la memòria de les preses polítiques de l'Uruguai durant la dictadura militar. Aquesta obertura consisteix en un grup de dones percussionistes amb grans tambors cantant, cridant i aplaudint mentre es tocava el rentat de roba (tela blanca) amb un estil molt afrocèntric. Pereira, que entra a l'escenari portant un munt de safareigs al cap, afirma «He portat un munt de roba per rentar. Tinc tanta història per rentar». Durant la resta de l'actuació, Pereira i la música de candombe dels Comadres s'entrecreuen amb quatre dones llegint els testimonis de les antics preses i les seves famílies sobre la vida durant la dictadura.
Com a música, Pereira ha tocat sessions amb músics uruguians i llatins com Lobo Lagarde, Elbio Rodríguez Barilari, Grupo Pataquín, Diego de Avendaño i Bardo Khan. Com a música i actriu, ha treballat en diverses col·laboracions interdisciplinàries amb temes afrocubans, afroperuans i folklòrics, i ha participat diverses vegades en la desfilada del Carnaval del'Uruguai. El 2005 va protagonitzar una nova adaptació d'Ubú Rei (Ubú Roi d'Alfred Jarry (1873-1907)) amb el grup Polizonteatro dirigit per Enrique Permuy. Va col·laborar amb el poeta Luis Bravo en un CD i en la interpretació de poesia en directe Tamudando el 2009.
Pereira ha llançat diversos CD que inclouen Comerse una manzana, Bicho de luz, Comadres, Ambrosio, Pedrito Malasartes i Gracias. Pereira i Píriz han estat nominats al Premi Graffiti uruguaià pel seu CD Ambrosio i Gracias. Segons Pereira, algunes de les seves influències musicals més importants han estat Elis Regina, Mariana García Vigil, Maria João, Lenine, Richard Bona i Hugo Fattoruso.

## Discografia
- 1995, Comadres.[2]
- 1996, Comerse una manzana.[1]
- 1999, La gran red del cielo (amb Pollo Píriz).[1]
- 2001, Bicho de luz.[1][12][13]
- 2008, Ambrosio (amb Pollo Píriz).[14]
- 2009, Tamudando (amb Luis Bravo).[8]
- 2015, Gracias (amb Pollo Píriz).